# Sant Andrieu de Ròcalonga
Sant Andrieu de Ròcalonga (en francès Saint-André-de-Roquelongue) és un municipi francès situat al departament de l'Aude i a la regió d'Occitània.